# Libération de Laval
Libération de la France
Batailles
2e campagne de France
- Corse
- Limousin
- Ain et Haut-Jura
- Les Glières
- Ascq
- Division Brehmer
- Mont Mouchet
- Opérations SAS en Bretagne
- Bataille de Normandie
- Guéret
- Brigade Jesser
- Cornil
- 1er Tulle
- 2e Tulle
- Argenton-sur-Creuse
- Oradour-sur-Glane
- 1er Ussel
- Saint-Marcel
- Saffré
- Mont Gargan
- Vercors
- Penguerec
- Lioran
- Égletons
- 2e Ussel
- Débarquement de Provence
- Port-Cros
- La Ciotat
- Toulon
- Martigues
- Marseille
- Nice
- Rennes
- Saint-Malo
- Brest
- Paris
- Mont-de-Marsan
- Montélimar
- Maillé
- Écueillé
- La Saulx
- Meximieux
- Nancy
- Colonne Elster
- Dunkerque
- Arracourt
- Saint-Nazaire
- Lorient
- Metz
- Royan et de la pointe de Grave
- Campagne de Lorraine
- Colmar

Front d'Europe de l'Ouest
Front d'Europe de l'Est
Campagnes d'Afrique, du Moyen-Orient et de Méditerranée
Bataille de l'Atlantique
Guerre du Pacifique
Guerre sino-japonaise
La libération de Laval et de ses environs se déroule les 5 août 1944 et 6 août 1944 par l'action conjointe des Forces françaises de l'intérieur (FFI) et de l'armée américaine du général George Patton, mettant fin à quatre années d'occupation de la ville par les Allemands dans le cadre de la libération de la France.
La prise de la ville permettra aux troupes alliées de s'y emparer une tête de pont.

## Contexte historique
Le 17 juin 1940, le maréchal Pétain adresse un message aux armées françaises demandant de cesser les combats dans la perspective de l’armistice. Le 17 juin 1940, entre 10 et 11h, les Allemands atteignent Laval.

### Bombardements
Laval est bombardée trois fois en juin 1944 pendant la bataille de Normandie, coupant le viaduc de la Ligne de Paris-Montparnasse à Brest, écrasant la gare et les abords des trois ponts. Laval est touchée par plusieurs bombardements alliés en 1944, notamment le 7 et le 15 juin ainsi que le 24 juillet. Ceux-ci détruisent le quartier de la gare, le viaduc, l'usine d'aviation des établissements Borel ainsi que divers immeubles du centre-ville, notamment rue de la Paix. Le raid aérien du 24 juillet prend par erreur pour cible le cimetière de Vaufleury. Au total, 64 Lavallois perdent la vie dans ces bombardements.
Dans la nuit du 9 juin au 10 juin, la Royal Air Force veut bombarder l'Aéroport de Laval, une cible stratégique car deux escadrilles allemandes de chasseurs bombardiers Focke-Wulf Fw 190 y sont stationnées. Les 14 aviateurs, britanniques, canadiens et australiens, trouvèrent la mort dans cette opération.

### L'arrivée des Alliés
Les mitraillages incessants des routes et des terrains, le bombardement de Mayenne, des passages d'eaux et des nœuds routiers avaient clairement fait comprendre l'importance que les Alliés attachaient à la dislocation de l'arrière front de la Bataille de Normandie.
Après la réussite de l'opération Cobra, et la percée d'Avranches qui s'ensuivit fin juillet 1944, le piétinement des Alliés sur le front normand prend fin. Au cours de la semaine du 31 juillet 1944 au 5 août 1944, l'activité aérienne redouble, les alertes se multiplient, et on assiste alors au reflux des débris de des divisions allemandes battues en Normandie.

Le tempo. L'exploitation dans la foulée de la percée d'Avranches.
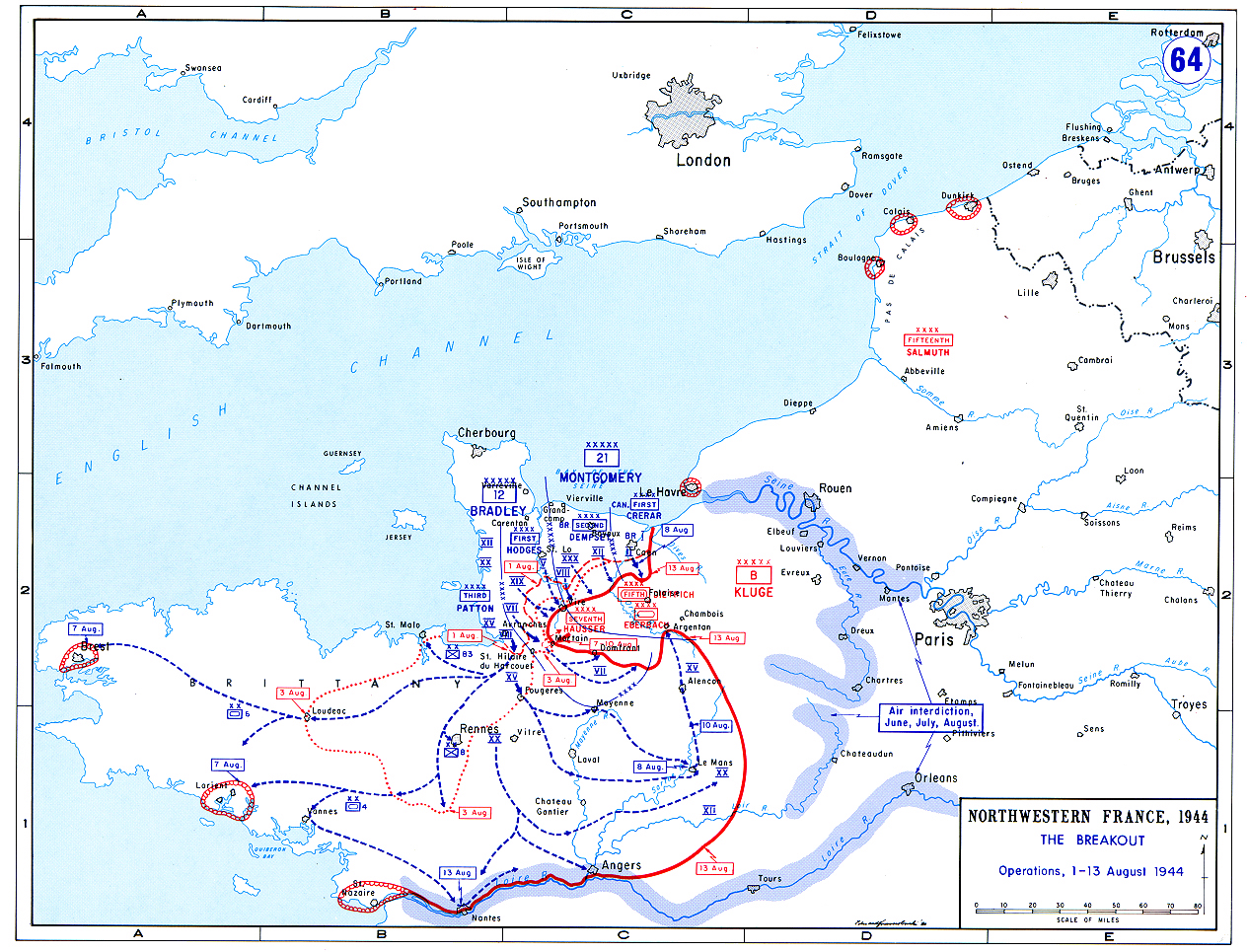
Patton se tourne vers l'Est et entame l'encerclement des deux armées allemandes dans la poche de Mortain. Le 25 août, ce sera Paris.

Les divers services Allemands évacuent en hâte les immeubles qu'ils occupent. La kommandantur ferme ses portes. Les explosions répétées de terrain d'aviation indiquent clairement des destructions méthodiques, et enfin le 4 août 1944 des équipes spéciales minent les ponts. Des renforts Allemands arrivent : tanks ; sections d'assaut toutes fraîches provenant de la direction du Mans, qui la nuit, pillent les immeubles.

L'insigne de la d'infanterie

### Le mouvement
Souhaitant initialement contourner Laval afin de foncer sur Le Mans, le XVe Corps d'armée américain, qui se trouve depuis le 3 août 1944 dans la région Ernée-Fougères a reçu mission de se déplacer vers l'Est au-delà de Laval pour pousser vers le Mans : c'est à la 79e division d'infanterie américaine que revient le rôle de se porter sur Laval et de s'y emparer d'une tête de pont. L'ordre de bataille du Général George Patton (3e armée américaine) est le suivant : la 79e division d'infanterie américaine franchira la Mayenne à Laval. Patton indique que cette avance doit être poursuivie avec la dernière énergie, car, de sa réussite, peut dépendre le succès de toute la campagne de l'Ouest de la France.
Pour cette opération, le 313e R.I. américain forme l'avant-garde. Au cas où cela apparait nécessaire, une action coordonnées des 313e et 314e est envisagée. Les Américains se retrouvent à rencontrer une résistance forte des unités allemandes, qu'ils croyait démoralisé. C'est la plus forte résistance depuis la Bataille de La Haye-du-Puits, contrairement à ce qui avait été espéré : les Allemands disputent chaque secteur de leur zone de défense à l'avance victorieuse des Américains. En fait, les Allemands en utilisant au maximum leur artillerie et en la déplaçant sans cesse, donnent l'illusion de troupes nombreuses et décidées. Les Américains abordent Laval de deux directions Fougères et Vitré.

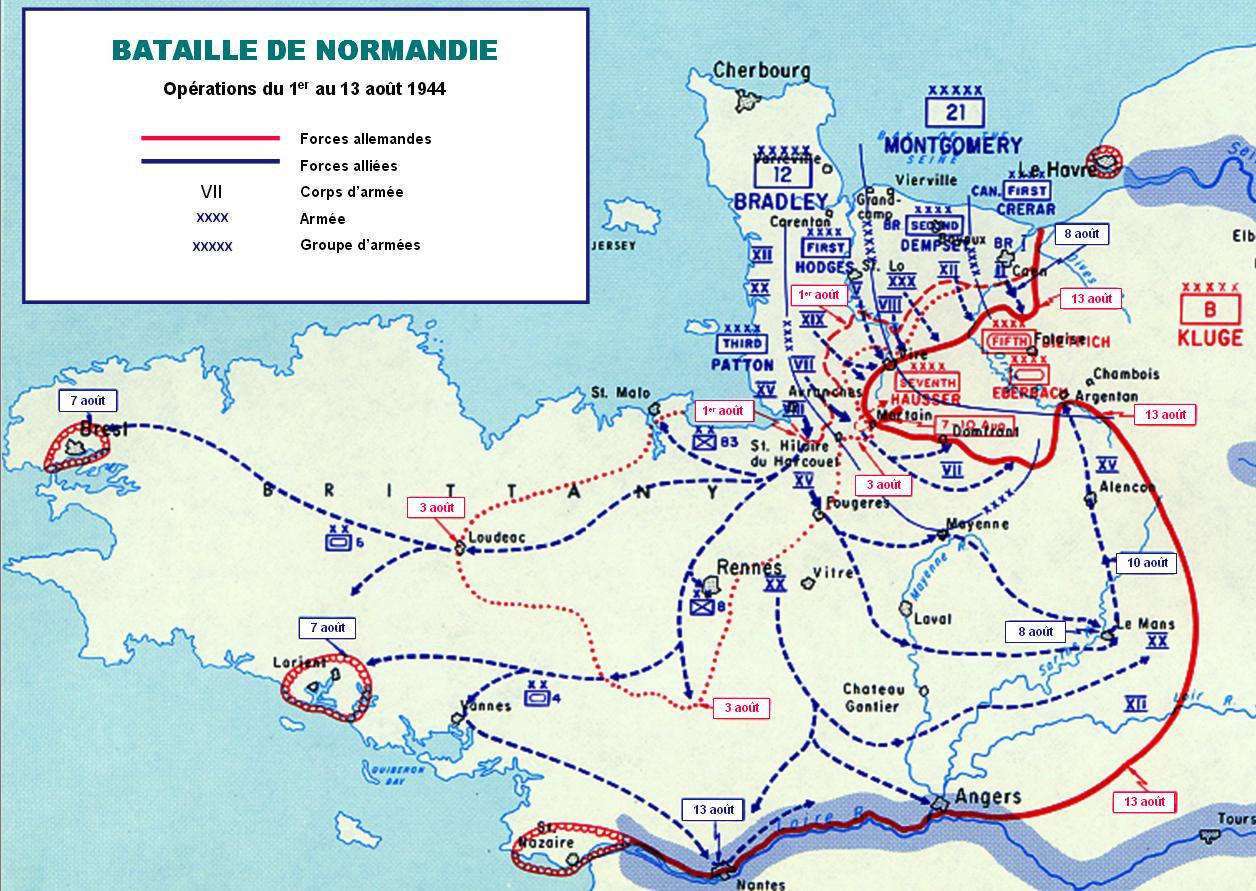
Carte des opérations du 1er au 13 août 1944.

## Déroulement de la bataille

### 5 août 1944

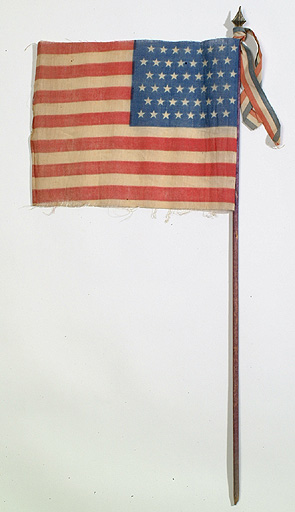
Drapeau américain 02-0036P

Au matin du 5 août 1944, le 313e passe à l'attaque, accompagné du 749e bataillon de tanks, du 613e Bataillon anti-tanks, du 904e Bataillon d'artillerie de campagne,et du 79e détachement de troupes de reconnaissances. La première résistance importante se manifeste à La Croixille où les Allemands se sont fortement retranchés. À la suite d'un combat extrêmement dur, qui se prolonge sur trois heures, les Allemands effectuent une retraite précipitée. 50 prisonniers sont capturés. Ensuite, l'armée américaine ne rencontre aucune difficulté jusqu'aux environs des Chênes Secs à la Lande, à quelques kilomètres de Laval. Le 5 août 1944 vers 13h30, la bataille est aux portes de Laval, et les premiers coups de canon éclatent. Les Américains progressent rapidement dans la vallée de l'Ernée, et de la Mayenne. Le vide, immédiatement se fait dans la ville. Les éléments du Génie Allemand se préparent à faire sauter les installations téléphoniques et télégraphiques ; d'autres allument un incendie à la caserne Schneider, qui ravage les bâtiments proches. A 16h, les canons se font plus intenses. Les Allemands renforcent leur défense aux abords de la ville. Avec quelques interruptions, la cannonade reprend et s'arrête vers 23h environ. Craignant une embuscade de nuit, les Américains se retirent quelques kilomètres en arrière de la ligne de combat.

### 6 août 1944
Au matin du 6 août 1944, l'artillerie américaine pilonne alors la ville à partir de 7h du matin. Un recours à l'aviation est envisagé pour briser la résistance allemande, mais celle-ci se montre faible. Le 313e régiment d'infanterie engage ses 3 bataillons : le premier à gauche de la route d'Ernée, les deuxième et troisième, en échelon sur la droite.
Les Américains progressent avec prudence. Vers 10h, on se bat à Grenoux. Le combat commence par un violent barrage d’artillerie qui met à mal le Manoir des Alignés et le clocher de l’église de Grenoux.
Vers 12h, les Allemands reculent vers le Pont d'Avesnières : ils ont fait sauter le Pont-Neuf à 10h30, et le Pont Vieux à 11h. Vers 13h, un important groupe d'Allemands des Sections d'Assaut, qui pillent au passage, effectuant leur recul. Vers 14h15, les Américains débouchent par la rue Haute-Follis. Guidés par plusieurs résistants, ils vont rejoindre le Jardin de la Perrine, qui va servir d'observatoire idéal pour suivre les positions allemandes. Il y a alors en ville un combat intense où plusieurs soldats américains tombent, et où, à bout de munition, les Allemands se rendent. Avec cette position, les Allemands ne peuvent pas se réorganiser et contre-attaquer avec vigueur.
Dans l'après-midi, le major Joseph Novellino s'installe alors à la mairie. Vers 15h, l'armée américaine est maître de la partie Ouest et déjà certaines de leurs unités occupaient en partie l'autre rive de la Mayenne. On se bat en centre-ville pour déloger les derniers francs-tireurs. A 16h, le drapeau tricolore est hissé en haut de la mairie. La résistance allemande se prolonge encore un peu au Champ de Courses, et sur la route du Mans entre Laval et Bonchamps, mais l'entrée en ligne de l'aviation alliée est déterminante pour l'issue finale. Jusqu’au soir l’aviation américaine opère un pilonnage régulier des positions ennemies désormais établies à Saint-Melaine, sur la route du Mans. A 18h, la ville est complètement libérée.
A leur entrée dans la ville, les premières troupes américaines sont acclamées avec enthousiasme et ferveur. Les Lavallois, sortant de leurs caves ou de leurs abris crient leur joie d'être délivrés de l'occupation nazie, et de la bataille. Le Courrier du Maine fait référence à quelques velléités de représailles envers des personnages publiquement compromis avec les Allemands.
A 19h, Robert Dupérier prend ses fonctions de Commissaire de la République institué par le Gouvernement provisoire de la République française. Le général de Gaulle a ainsi réussi à mettre en place son administration après le Libération de Rennes dans une autre ville libérée de France, évitant la mise en place d'un gouvernement militaire allié dans les territoires occupés, l'AMGOT : Allied Military Government in Occupied Territories. Le Comité départemental de libération de la Mayenne sort de la clandestinité.
Les Américains veulent assurer une tête de pont, et franchir la rivière, et vont avec installer des bataillons sur l'autre rive en occupant des positions défensives. Dans la nuit, les unités du 304e régiment du génie américain œuvrent pour rétablir un passage sur la Mayenne au niveau du Pont-Neuf.

### 7 août 1944
Dès le matin, la ville est pavoisée aux couleurs françaises et alliées, la foule remplissait les rues, ne cessant d'acclamer les troupes américaines dont les interminables convois traversaient la ville. Le Courrier du Maine fait à nouveau référence à certains excès. A 17h30, le nouveau préfet, les autorités religieuses et civiles, des délégations de la Croix-Rouge et des mouvements de Résistance participent à une cérémonie devant le Monument aux Morts.
Le général Bradley installe son quartier général au château du Bois Gamast le 7 août 1944.

### Manifestations patriotiques
Après la Libérations, plusieurs manifestations patriotiques sont organisées. à Laval :
- le 17 août 1944 : visite d'André Le Troquer, commissaire délégué à l'Administration des territoires métropolitains libérés ;
- le 20 août 1944 : Te Deum de la Libération à la Cathédrale de Laval, en présence des autorités civiles et militaires ;
- le 21 août 1944 : visite de Michel Debré (Jacquier), Commissaire de la République institué par le Gouvernement provisoire de la République française ;
- le 21 août 1944 : visite du Général Charles de Gaulle.

## Mémoire
Le 6 août 1948, une plaque de bronze, œuvre de Léon Placé est fixée sur les murs de l'Hôtel de ville de Laval pour commémorer la Libération de la ville.

### Études locales
- Le Courrier du Maine, 3 septembre 1944
- Marc Valée, Cinq années de vie et de guerre en pays mayennais, Château-Gontier, Groupe Iéna, 1962, 414 p.
- Francis Robin, La Mayenne de 1940 à 1944, Occupation, Résistance, Libération, Laval, 1973.
- Michel Desrues, Magali Even, Mémorial de la Mayenne 1940-1945, 2001.
- Amélie de Sercey-Granger, Stéphane Hiland, Laissez-vous conter Les Lavallois pendant la Seconde Guerre Mondiale, 2020. Lire en ligne